# Stadsvaktens byggnad, Dubrovnik
Stadsvaktens byggnad (kroatiska: Zgrada Glavne straže) är en byggnad i Dubrovnik i Kroatien. Den uppfördes ursprungligen år 1490 och ligger inklämd mellan Stadsklocktornet och stadshuset vid Loggiatorget i Gamla stan. Den tjänade tidigare som stadsvaktens och amiralens hus. 

## Historik
Stadsvaktens byggnad i Dubrovnik uppfördes år 1490 som en envåningsbyggnad i gotisk stil. Byggnaden förstördes i jordbävningen år 1667. När den år 1706 byggdes upp igen tillkom en våning och portal i barockstil av den venetianske arkitekten Marino Gropelli.

### Fotnoter
1. 1 2 3  Visitdubrovnik.hr Arkiverad 22 oktober 2014 hämtat från the Wayback Machine. (engelska)
2. ↑  Miroslav Krleža-institutets online-encyklopedi (kroatiska)
3. ↑  Dubrovniks turistförening Arkiverad 30 oktober 2014 hämtat från the Wayback Machine. (engelska)